# Psyrassa
Psyrassa is een kevergeslacht uit de familie van de boktorren (Cerambycidae). De wetenschappelijke naam van het geslacht werd voor het eerst geldig gepubliceerd in 1866 door Pascoe.

## Soorten
Psyrassa omvat de volgende soorten:
- Psyrassa rufescens Nonfried, 1894
- Psyrassa aliena (Linsley, 1934)
- Psyrassa angelicae Toledo, 2006
- Psyrassa basicornis Pascoe, 1866
- Psyrassa brevicornis Linsley, 1934
- Psyrassa castanea Bates, 1880
- Psyrassa cerina Toledo, 2006
- Psyrassa chamelae Toledo, 2006
- Psyrassa chemsaki Toledo, 2002
- Psyrassa clavigera Toledo, 2006
- Psyrassa cribricollis (Bates, 1885)
- Psyrassa cylindricollis Linsley, 1935
- Psyrassa ebenina Linsley, 1935
- Psyrassa graciliatra Toledo, 2006
- Psyrassa jaumei (Fisher, 1935)
- Psyrassa katsurae Chemsak & Noguera, 1993
- Psyrassa levicollis Chemsak & Noguera, 1993
- Psyrassa linsleyi Toledo, 2002
- Psyrassa maesi Audureau, 2010
- Psyrassa megalops Chemsak & Noguera, 1993
- Psyrassa meridionalis Martins, 2005
- Psyrassa nigricornis Bates, 1892
- Psyrassa nigripes Linsley, 1935
- Psyrassa nigroaenea Bates, 1892
- Psyrassa oaxacae Toledo, 2002
- Psyrassa pertenuis (Casey, 1924)
- Psyrassa proxima Toledo, 2006
- Psyrassa rufofemorata Linsley, 1935
- Psyrassa sallaei Bates, 1885
- Psyrassa sinaloae Linsley, 1935
- Psyrassa sthenias Bates, 1892
- Psyrassa subglabra Linsley, 1935
- Psyrassa subpicea (White, 1853)
- Psyrassa testacea Linsley, 1935
- Psyrassa tympanophora Bates, 1885
- Psyrassa unicolor (Randall, 1838)
- Psyrassa woodleyi Lingafelter, 2008